# Kim Won-hae
Dans ce nom, le nom de famille, Kim, précède le nom personnel coréen.
Kim Won-hae (né le 6 avril 1969) est un acteur sud-coréen,,,,. Il est surtout connu en tant qu'ancien membre de la distribution de SNL Korea (saison 1 à 4),.

## Vie privée
En août 2020, il a été signalé que Kim avait été testé positif au COVID-19 et recevait un traitement. Il est guéri depuis septembre 2020.

## Filmographie

### Films
| Année | Titre                                    | Rôle                       | Ref.   |
| ----- | ---------------------------------------- | -------------------------- | ------ |
| 2009  | Good Morning President                   | Gyeong-ja's advisor 2      |        |
| 2009  | The Executioner (2009 film) (ko)         | Fraud inmate               |        |
| 2009  | Salt                                     |                            |        |
| 2010  | The Quiz Show Scandal                    | Officer Kim                |        |
| 2011  | Romantic Heaven                          | Detective Park             |        |
| 2011  | Sunny                                    | Student liaison teacher    |        |
| 2012  | As One                                   | Korean announcer           |        |
| 2013  | My Little Hero                           | PD Han                     |        |
| 2013  | Happiness for Sale (ko)                  | Unidentified Mr. Jang      |        |
| 2013  | Hide and Seek                            | Sung-cheol                 | [ 9 ]  |
| 2013  | My Dear Girl, Jin-young                  | Priest                     |        |
| 2014  | Man on High Heels                        | Male elevator resident     |        |
| 2014  | The Admiral: Roaring Currents            | Bae Seol (ko)              | [ 10 ] |
| 2014  | The Pirates                              | Choon-seop                 |        |
| 2014  | Tazza: The Hidden Card                   | Artist Jo                  | ,      |
| 2014  | Whistle Blower                           | Late-night taxi driver     |        |
| 2014  | We Are Brothers                          | Yeosu police officier      | [ 13 ] |
| 2015  | Detective K: Secret of the Lost Island   | Sato (cameo)               |        |
| 2015  | Granny's Got Talent (ko)                 | Moderator                  | ,      |
| 2015  | The Long Way Home                        | Deputy Jeon                | ,      |
| 2015  | The Himalayas                            | Kim Moo-young              | [ 18 ] |
| 2016  | SORI: Voice from the Heart (ko)          | Goo-cheol                  | ,      |
| 2016  | A Violent Prosecutor                     | Young-cheol                |        |
| 2016  | Missing You                              | Section chief Ban          | [ 21 ] |
| 2016  | Asura: The City of Madness               | Crocodile                  | ,      |
| 2016  | Life Risking Romance                     | Senior patrol officer Park | ,      |
| 2017  | The Battleship Island                    | Peninsula Hotel manager    | ,      |
| 2018  | Heung-boo: The Revolutionist             | Kim Eung-jip               | ,      |
| 2019  | No Mercy                                 | CEO Jung                   |        |
| 2019  | Forbidden Dream                          | Cho Soon-saeng             | [ 32 ] |
| 2020  | Time to Hunt                             | Bin-dae (cameo)            |        |
| 2020  | Samjin Company English Class             | Ahn Gi-chang               |        |
| 2022  | Come Back Home                           |                            | [ 33 ] |
| 2022  | Confidential Assignment 2: International | Sergey                     | [ 34 ] |
| 2023  | Smugglers                                | l'oncle du courtier        |        |

### Séries télévisées
| Année     | Titre                                           | Rôle                                        | Ref.   |
| --------- | ----------------------------------------------- | ------------------------------------------- | ------ |
| 2007–2008 | Beautiful Days (2007 TV series) (ko)            | Mr. Jin                                     |        |
| 2012      | Queen and I                                     | Eunuch Hong                                 |        |
| 2013      | Nine                                            | Park Chang-min at 1992/2012                 |        |
| 2013      | Reply 1994                                      | Sseureki's father (eps. 12 & eps. 21)       | [ 35 ] |
| 2014      | High School King of Savvy                       | Han Young-seok                              | ,      |
| 2014      | Plus Nine Boys                                  | Jo Won-hae                                  | [ 38 ] |
| 2014      | Modern Farmer                                   | Doksa ("poisonous snake")                   | [ 39 ] |
| 2014      | Misaeng                                         | Park Young-ho                               | [ 40 ] |
| 2015      | Drama Special – Fake Family                     | Lee Myung-gook                              |        |
| 2015–2016 | Sweet, Savage Family                            | Son Se-woon                                 | ,      |
| 2016      | Signal                                          | Kim Kye-cheol                               | [ 44 ] |
| 2016      | Monster                                         | Min Byung-ho                                | [ 45 ] |
| 2016      | Drinking Solo                                   | Kim Won-hae                                 | [ 46 ] |
| 2016      | Woman with a Suitcase                           | Director Shim (cameo)                       | ,      |
| 2016      | Drama Special – Disqualified Laughter           | Air Force's rising captain (cameo)          |        |
| 2016–2017 | Hwarang: The Poet Warrior Youth                 | Woo-reuk                                    | [ 49 ] |
| 2017      | Good Manager                                    | Choo Nam-ho                                 | [ 50 ] |
| 2017      | Tomorrow, With You                              | Yoo So-joon's father (cameo)                | [ 51 ] |
| 2017      | Strong Woman Do Bong-soon                       | Kim Kwang-bok/ Oh Dol-ppyeo                 | ,      |
| 2017      | The Bride of Habaek                             | Taxi driver (cameo)                         |        |
| 2017      | Criminal Minds                                  | Kim Yong-cheol/"Reaper"                     | ,      |
| 2017      | Drama Special – You're Closer than I Think      | (cameo)                                     |        |
| 2017      | While You Were Sleeping                         | Choi Dam-dong                               | [ 58 ] |
| 2017      | Black                                           | Na Gwang-gyeon/"Crazy dog"                  | [ 59 ] |
| 2017      | Drama Stage – Today I Grab the Tambourine Again | Tambourine instructor (cameo)               | ,      |
| 2018      | Queen of Mystery 2                              | Jo In-ho                                    | ,      |
| 2018      | A Poem a Day                                    | Kim Jung-soo (cameo)                        | [ 65 ] |
| 2018      | The Miracle We Met                              | Mortician (cameo)                           | ,      |
| 2018      | Are You Human?                                  | Kang Jae-sik                                | [ 68 ] |
| 2018      | Life                                            | Lee Dong-soo                                | [ 69 ] |
| 2018      | The Ghost Detective                             | Han Sang-seop                               | [ 70 ] |
| 2018      | Where Stars Land                                | Park Tae-hee                                | [ 71 ] |
| 2018      | Player                                          | Jang In-gyu                                 | [ 72 ] |
| 2018      | Drama Special – Dreamers                        | crime department chief (cameo)              | [ 73 ] |
| 2018      | Feel Good To Die                                | subway train driver (cameo)                 | [ 74 ] |
| 2018      | Clean with Passion for Now                      | Gil Gong-tae                                | [ 75 ] |
| 2018      | The Hymn of Death                               | Yoon Suk-ho                                 | [ 76 ] |
| 2019      | The Fiery Priest                                | Vladimir Gojayev                            |        |
| 2019      | He Is Psychometric                              | Math teacher                                |        |
| 2019      | Hotel Del Luna                                  | Park Gyu-ho, Corrupt mayor (cameo, ep. 1)   |        |
| 2019      | When the Devil Calls Your Name                  | Kong Soo-rae                                |        |
| 2019      | Miss Lee                                        | Sr. Park (cameo, ep. 1)                     |        |
| 2019      | Melting Me Softly                               | Ma Pil-gu / Ma Dong-sik                     |        |
| 2019      | Chocolate                                       | Kwon Hyun-seok                              |        |
| 2020      | How to Buy a Friend                             | Park Choong-chae                            |        |
| 2020      | Graceful Friends                                | Cheon Man-shik                              |        |
| 2020      | Stranger                                        | Director Noh                                |        |
| 2020      | Start-Up                                        | Nam Do-san's father                         | [ 77 ] |
| 2020      | Awaken                                          | Hwang Byeong-cheol                          |        |
| 2020      | Hush                                            | Jung Se-joon                                |        |
| 2021      | Run On                                          | Bartender (cameo, eps. 8 & eps. 16)         |        |
| 2021      | Youth of May                                    | Kim Hyun-cheol                              | [ 78 ] |
| 2021      | Monthly Magazine Home                           | Choi Go, editor-in-chief of 'Monthly House' | [ 79 ] |
| 2021      | One the Woman                                   | Ryu Seung-deok                              | [ 80 ] |
| 2022      | Through the Darkness                            | Hao Gil-pyo                                 | [ 81 ] |
| 2022      | From Now On, Showtime!                          | Park Soo-moodang / Cha Sa-geum              | [ 82 ] |
| 2022      | Link: Eat, Love, Kill                           | cameo, ep. 1                                |        |
| 2022      | The Law Cafe                                    | CEO Hwang                                   | [ 83 ] |
| 2022      | The Empire                                      | Do-pil / Ji Joon-gi                         | [ 84 ] |
| 2022      | Behind Every Star                               | Cho Ki-bong                                 | [ 85 ] |
| 2024      | Death's Game                                    | Le sans-abri                                |        |

### Émission de variétés
| Année     | Titre                     | Réseau | Remarques             | Réf. |
| --------- | ------------------------- | ------ | --------------------- | ---- |
| 2011-2013 | Saturday Night Live Korea | TVN    | Acteur (saison 1 à 4) | ,    |

## Théâtre
| Année | Titre anglais | Titre coréen | Rôle         | Ref.   |
| ----- | ------------- | ------------ | ------------ | ------ |
| 2022  | Jjamppong     | 짬뽕         | Shin Shin-ro | [ 86 ] |

## Récompenses et nominations
| Année | Titre                      | Catégorie                                                   | Travail nommé                                 | Resultat   | Ref.   |
| ----- | -------------------------- | ----------------------------------------------------------- | --------------------------------------------- | ---------- | ------ |
| 2016  | 2nd Scene Stealer Festival | Bonsang                                                     | NC                                            | Lauréat    | ,      |
| 2017  | SBS Drama Awards           | Best Supporting Actor                                       | While You Were Sleeping                       | Lauréat    | ,      |
| 2017  | KBS Drama Awards           | Best Supporting Actor                                       | Hwarang: The Poet Warrior Youth, Good Manager | Nomination | [ 92 ] |
| 2018  | KBS Drama Awards           | Best Supporting Actor                                       | The Ghost Detective, Are You Human?           | Lauréat    | [ 93 ] |
| 2021  | SBS Drama Awards           | Best Supporting Actor in a Mini-Series Romance/Comedy Drama | One the Woman                                 | Nomination | [ 94 ] |